# Râul Frasin, Jijia
Râul Frasin este un curs de apă, afluent al râului Jijia. 